# Hai to Diamond
Hai to Diamond (jap. 灰とダイヤモンド; "Popiół i diament") – pierwszy album japońskiego zespołu Glay wydany 25 maja 1994 roku przez Extasy Records.

## Lista utworów
1. "Manatsu no Tobira (Glay Version) (jap. 真夏の扉 (GLAY VERSION))" – 5:19
2. "Kanojo no "Modern..." (jap. 彼女の "Modern…")" – 4:40
3. "Kissin' Noise – 4:50
4. "Hidoku Arifureta White Noise wo Kure (jap. ひどくありふれたホワイトノイズをくれ)" – 6:07
5. "Rain (Glay Version)" – 6:45
6. "Lady Close" – 4:48
7. "Two Bell Silence" – 4:09
8. "Sen no Knife ga Mune wo Sasu (jap. 千ノナイフガ胸ヲ刺ス)" – 5:03
9. "Burst" – 3:21
10. "If -Hai to Diamond- (jap. if〜灰とダイヤモンド〜)" – 4:45